# 阿部里果
阿部 里果（あべ りか、9月20日 - ）は、日本の女性声優。三重県出身。ヴィムス所属。

## 略歴
子供の頃からアニメが好きで、ものまねやなりきりをすることが日常となっていたと語っており、その"好き"が大きくなり、声優を目指すようになった。
日本ナレーション演技研究所出身者である。

## 人物
- 趣味・特技は創作料理で友人をもてなすこと、あだ名付け、ボクシング[3]。普通自動車免許、英語検定2級を持っている[3]。
- 『アイドルマスター ミリオンライブ!』シリーズで共演する諏訪彩花は大学の先輩にあたる[5][6]。

## 出演
太字はメインキャラクター。

### テレビアニメ
2014年
- とある飛空士への恋歌（イグナシオ母）
- 悪魔のリドル（女子生徒A）

2015年
- デス・パレード（洋介の実母）
- Dance with Devils（女子生徒）

2016年
- 怪盗ジョーカー（虎の乙女2）

2017年
- フレームアームズ・ガール（フレズヴェルク）
- サクラダリセット（浦地春子）
- UQ HOLDER! 〜魔法先生ネギま!2〜（係員）

2018年
- クラシカロイド（観客）
- 食戟のソーマ 餐ノ皿（女子生徒A、女性）
- はねバド!（犬飼智子、女優、矢本千景、友達）
- ちおちゃんの通学路（店番のお姉さん〈猪山商店〉）
- とある魔術の禁書目録III（店員）

2019年
- ドメスティックな彼女（サナエ）
- ブギーポップは笑わない（由利子）
- モブサイコ100 II（親B）
- 同居人はひざ、時々、頭のうえ。（矢坂母）
- おじゃる丸（ゼロタロウ）
- パズドラ（2019年 - 2024年、記者、大江戸アナ、女性アナウンサー）
- Re:ステージ! ドリームデイズ♪（帆風奏）
- アズールレーン（2019年 - 2020年、Z23〈ニーミ〉）

2020年
- ランウェイで笑って（翔子、モデルA、モデル）
- とある科学の超電磁砲T（マキ）
- アラド:逆転の輪（ミリアの母）
- いわかける! - Sport Climbing Girls -（女性A）

2021年
- アズールレーン びそくぜんしんっ!（Z23〈ニーミ〉、ワシントン）
- ゴジラ S.P ＜シンギュラポイント＞（レポーター、リポーター、レポーターA、盗人）
- カードファイト!! ヴァンガード overDress（生徒）
- 舞妓さんちのまかないさん（2021年 - 2022年、先輩舞妓、観光客、おねえさん、舞妓）

2022年
- 錆色のアーマ-黎明-（沙羅）
- Extreme Hearts（桜井羽月）

2023年
- お兄ちゃんはおしまい!（千川みなと）
- アイドルマスター ミリオンライブ！（真壁瑞希）
- ポーション頼みで生き延びます!（エイク）
- SHY（子供）

2024年
- 死神坊ちゃんと黒メイド（来客B）
- アオのハコ（部員）
- ひとりぼっちの異世界攻略（副委員長A）
- トリリオンゲーム（2024年 - 2025年、天パ組）
- ぷにるはかわいいスライム（2024年 - 2025年、虎馬幼稚園園児） - 2シリーズ

2025年
- Re:ゼロから始める異世界生活 3rd season（花嫁）
- 戦隊大失格（瑠憂那、謎の怪人）
- ドラえもん（テレビ朝日版第2期）（女の子）
- 光が死んだ夏（子供のケガレ、男の子、生徒アナウンス）

### 劇場アニメ
- ラブライブ!The School Idol Movie（2015年）
- ANEMONE/交響詩篇エウレカセブン ハイエボリューション（2018年、アシスタント・ドミニク）
- きみと、波にのれたら（2019年、女C）
- どうにかなる日々（2020年）
- 劇場版 七つの大罪 光に呪われし者たち（2021年）

### Webアニメ
- オシリスの天秤（2015年）
- ひかり 〜刈谷をつなぐ物語〜（2016年、洋子）
- ぶらどらぶ（2021年、ルビウス、湯浅弘子、若い女）
- スプリガン（2022年、空港アナウンス）

### ゲーム
2013年
- アイドルマスター ミリオンライブ!（2013年 - 2017年、真壁瑞希）
- こえ☆ぷら（望月歌帆）
- 新星のグランドユニオン（クレス・トライバル）

2014年
- 天空のクラフトフリート（2014年 - 2017年、ノン、サフィーナ、ストレーデ、ドニ、ヨーコ、メリンダ）

2015年
- ウチの姫さまがいちばんカワイイ（アーニィ・シートン）
- クイズRPG 魔法使いと黒猫のウィズ（2015年 - 2018年、リアナ・ミディアル、サキア）
- 激突！ブレイク学園（柳撫子、イーラ・バニフォード、布袋さわり）
- 幻獣姫（ジル・ド・レ）
- 刻のイシュタリア（ルミナ、ネサイア、マルタ、ディア）
- 白猫プロジェクト（クロエ・エルウィン、ルエル・サクラリッジ）
- しんぐんデストロ〜イ!（真壁瑞希）

2017年
- ブレイブリーアーカイブ（ホタル・イズマチ）
- アルテイルクロニクル（2017年 - 2018年、トレモロ、ジュッズヴァー〈マーガレット、ジョセフィーン、エイミー〉、ラフィーレ）
- サマーレッスン：アリソン・スノウ（アリソン・スノウ）
- Re:ステージ！プリズムステップ（2017年 - 2024年、帆風奏）
- アイドルマスター ミリオンライブ! シアターデイズ（2017年 - 2025年、真壁瑞希）
- アズールレーン（2017年 - 2023年、Z23、ワシントン、Z25） - 2作品

2018年
- クロノマギア（マリエル）
- LOST TRIGGER（マオ）
- 三極ジャスティス（籠崎フミカ）
- 神獄塔 メアリスケルター2（つう）
- 幻獣契約クリプトラクト（キキョウ）
- ゴッドイーターレゾナントオプス（ユミナ）

2019年
- オメガラビリンス ライフ（久遠凜華）
- けものフレンズ3（シロサイ）
- ゴーストリコン ブレイクポイント（チームメイト、アリス・B. 他）

2020年
- 神獄塔 メアリスケルターFinale（つう）

2021年
- アイドルマスター ポップリンクス（真壁瑞希）
- 神田アリス も 推理スル。（宮原葵）
- フロンティア・ゼロ〜境界を越える想い〜（アニー）

2023年
- マブラヴ：ディメンションズ（2023年 - 2024年、ベアトリクス・ブレーメ）
- スノウブレイク：禁域降臨（ニタ）

2024年
- グランブルーファンタジー（星晶獣ミーシア）
- アーテリーギア-機動戦姫-（アザレア）
- Fate/Grand Order（2024年 - 2025年、ツタンカーメン）

2025年
- Epic Seven-エピックセブン-（ヴィクトリカ））
- 東方LostWord（博麗霊夢、魂魄妖夢稀神サグメ）
- パズル&ドラゴンズ（バーテンダー・ミナカ、ベリーニ）

### ドラマCD
2015年
- アイドルマスター ミリオンライブ！ シリーズ（2015年 - 、真壁瑞希）

2016年
- TVアニメ 少年メイド キャラクターCD 働かざるもの食うべからず!!（ネコの飼い主、ネコ）

2017年
- セックスフレンズ （倉若みく）
- DRAGON PRINCESS （桜見芳乃）
- ミスター・フィクション （看護師）

2020年
- 【キューポッシュ （特別版） 同梱】アニメ「フレームアームズ・ガール」ドラマＣＤ：Ｒ－２＜完全初回限定生産＞ （フレズヴェルク）
- ドラマCD アズールレーン 鉄血編（Z23）

2023年
- セックスドロップ２（沙彩）

2025年
- スギくんと忠志くん（忠志くん(幼少期)）
- きりゅーとさくら（女子生徒）

### パチンコ・パチスロ
- Pフィーバー アイドルマスター ミリオンライブ!（2021年、真壁瑞希[34]）
- パチスロ フレームアームズ・ガール（2021年、フレズヴェルク）
- パチスロ アイドルマスター ミリオンライブ!（2021年、真壁瑞希[35]）

### ラジオ
※はインターネット配信。
- もし声優業界のマネージャーがデジタルの『ラジオ番組』を持ったら（2012年、超!A&G+※）
- かな坊・べあ〜のどんとこいラジオ♪（2013年 - 2015年、HOBiRECORDS※）[36]
- アニメックスレディオ（2016年、RADIO LOVEAT※）
- 阿部里果・山崎エリイのMIXボイスガレッジ（2018年 - 2019年、ニコニコ生放送※）
- 阿部里果と山崎エリイのこれって推し事なんです（2019年 - 、ニコニコ生放送※）
- 阿部里果のチョクラジ！（2019年 - 2020年、チョクメ！公式サイト※）[37]

### テレビ番組
※はインターネット配信。
- 大坪由佳のツボンジュ〜ル☆「ホビレコードインフォメーション」（2012年、ニコニコ動画※・YouTube※）レポーター
- 阿部里果・峯田茉優の「隠し玉！」（2019年 - 、ニコニコ生放送※）

### 舞台
2020年
- 音楽朗読劇「嵐が丘」（2月19日・20日、TOKYO FMホール）キャサリン / キャシー 役

2021年
- 声のプロフェッショナルが奏でる日本文学「三つの愛と、厄災」（10月13日、紀伊国屋ホール）耳男役 ほか
- 朗読劇「アルセーヌ・ルパン 〜ああ、哀しき怪盗紳士〜」（10月19日、紀伊国屋ホール）女たち 役

### 映像商品
- THE IDOLM@STER MILLION LIVE! 3rdLIVE TOUR BELIEVE MY DRE@M!! LIVE Blu-ray 07@MAKUHARI【DAY1】（2017年）[41]
- THE IDOLM@STER MILLION LIVE! 4thLIVE TH@NK YOU for SMILE! LIVE Blu-ray DAY1/DAY2/DAY3（2018年）[42][43][44][45]
- THE IDOLM@STER 765 MILLIONSTARS HOTCHPOTCH FESTIV@L!! LIVE Blu-ray DAY2（2018年）[46][47]
- Re:ステージ! PRISM☆LIVE!! 2nd STAGE〜Ready for Dream〜（2018年）[48]
- THE IDOLM@STER MILLION LIVE! 5thLIVE BRAND NEW PERFORM@NCE!!! LIVE Blu-ray DAY1（2019年）[49]
- THE IDOLM@STER MILLION LIVE! 6thLIVE TOUR UNI-ON@IR!!!! LIVE Blu-ray（2020年）[50][51]
- 「Re：ステージ！」PRISM☆LIVE！！ 3rd STAGE 〜Reflection〜（2020年）[52]
- Re:ステージ!ワンマンライブ「Chain of Dream」（2022年）[53]
- THE IDOLM@STER MILLION LIVE! 7thLIVE Q@MP FLYER!!! Reburn LIVE Blu-ray DAY2（2022年）[54][55][56]
- THE IDOLM＠STER MILLION LIVE! 8thLIVE Twelw@ve LIVE Blu-ray DAY2（2023年）[57][58]
- Re:ステージ!「PRISM☆LIVE!! 4th STAGE ~Reboot~」（2023年）
- THE IDOLM@STER M@STERS OF IDOL WORLD!!!!! 2023 Blu-ray PERFECT BOX!!!!!（2023年）[59]
- THE IDOLM@STER MILLION LIVE! 9thLIVE ChoruSp@rkle!! LIVE Blu-ray DAY2（2024年）[60][61]
- THE IDOLM@STER MILLION LIVE! 10thLIVE TOUR Act-1 H@PPY 4 YOU! LIVE Blu-ray（2024年）[62]
- THE IDOLM@STER MILLION LIVE! 10thLIVE TOUR Act-2 5 TO SP@RKLE!! LIVE Blu-ray（2024年）[63]
- THE IDOLM@STER MILLION LIVE! 10thLIVE TOUR Act-3 R@ISE THE DREAM!!! LIVE Blu-ray（2024年）[64]
- THE IDOLM@STER MILLION LIVE! 10thLIVE TOUR Act-4 MILLION THE@TER!!!! LIVE Blu-ray（2025年）[65]
- Re:ステージ! プリズムステップ 「PRISM☆FESTIVAL!! vol.1 -Resistance-」（2025年）[66]
- THE IDOLM@STER 765 MILLIONSTARS HOTCHPOTCH FESTIV@L!! 2 LIVE Blu-ray（2026年）[67]

### ASMR
- Z23と秘密のワーケーション（2024年、Z23[68]）
- オリジナルASMRシリーズ「ゼロ距離ガール」終電を逃したのでバイト先の小悪魔な後輩に泊めてもらう（2024年、好澤姫瓜[69]）
- 全編雨音SE収録×２キャストオムニバスASMR「雨の日を君と 〜春雨・夏雨編〜」（2024年、雨宮はる[70]）

### その他コンテンツ
- あにそんボーカル[71]
- TAMA☆ろくと巡礼物語！（2021年版 新鮮 菜摘）[72]
- ボイスドラマ『Extreme Hearts S×S×S』（2022年、桜井羽月）
- MetaMeバーチャルキャラクター（2025年、コラボウィズミー、むすび白亜）[73]

## ディスコグラフィ

### キャラクターソング
| 発売日         | 商品名                                                                              | 歌 | 楽曲 | 備考                                                                             |
| -------------- | ----------------------------------------------------------------------------------- | --- | --- | -------------------------------------------------------------------------------- |
| 2013年4月24日  | THE IDOLM@STER LIVE THE@TER PERFORMANCE 01 Thank You!                               | 765 MILLIONSTARS | 「Thank You!」 | ゲーム『アイドルマスター ミリオンライブ！』テーマソング                          |
| 2013年4月24日  | THE IDOLM@STER LIVE THE@TER PERFORMANCE 01 Thank You!                               | 765THEATER ALLSTARS | 「Thank You!」 | ゲーム『アイドルマスター ミリオンライブ！』テーマソング                          |
| 2013年8月28日  | THE IDOLM@STER LIVE THE@TER PERFORMANCE 05                                          | 真壁瑞希（阿部里果） | 「POKER POKER」 | ゲーム『アイドルマスター ミリオンライブ！』関連曲                                |
| 2013年8月28日  | THE IDOLM@STER LIVE THE@TER PERFORMANCE 05                                          | 水瀬伊織（釘宮理恵）、エミリー スチュアート（郁原ゆう）、真壁瑞希（阿部里果）、百瀬莉緒（山口立花子） | 「Sentimental Venus」 | ゲーム『アイドルマスター ミリオンライブ！』関連曲                                |
| 2014年7月30日  | THE IDOLM@STER LIVE THE@TER HARMONY 02                                              | 乙女ストーム！ | 「Growing Storm!」 「Welcome!!」 | ゲーム『アイドルマスター ミリオンライブ！』関連曲                                |
| 2014年7月30日  | THE IDOLM@STER LIVE THE@TER HARMONY 02                                              | 真壁瑞希（阿部里果） | 「...In The Name Of。 ...LOVE?」 | ゲーム『アイドルマスター ミリオンライブ！』関連曲                                |
| 2015年9月30日  | THE IDOLM@STER LIVE THE@TER DREAMERS 01 Dreaming!                                   | MILLION ALLSTARS | 「Welcome!!」 | ゲーム『アイドルマスター ミリオンライブ！』関連曲                                |
| 2015年11月25日 | THE IDOLM@STER LIVE THE@TER DREAMERS 03                                             | 如月千早（今井麻美）、最上静香（田所あずさ）、周防桃子（渡部恵子）、真壁瑞希（阿部里果）、徳川まつり（諏訪彩花）、馬場このみ（高橋未奈美）、二階堂千鶴（野村香菜子）、萩原雪歩（浅倉杏美）、箱崎星梨花（麻倉もも）、宮尾美也（桐谷蝶々） | 「Dreaming!」 | ゲーム『アイドルマスター ミリオンライブ！』関連曲                                |
| 2015年11月25日 | THE IDOLM@STER LIVE THE@TER DREAMERS 03                                             | 周防桃子（渡部恵子）、真壁瑞希（阿部里果） | 「Cut.Cut.Cut.」 | ゲーム『アイドルマスター ミリオンライブ！』関連曲                                |
| 2016年1月12日  | アイドルマスター ミリオンライブ！ 第3巻 特別版 オリジナルCD                         | 伊吹翼（Machico）、ジュリア（愛美）、真壁瑞希（阿部里果） | 「my song」 | 漫画『アイドルマスター ミリオンライブ！』関連曲                                  |
| 2016年1月30日  | THE IDOLM@STER LIVE THE@TER SOLO COLLECTION Vo.03 Dance Edition                     | 真壁瑞希（阿部里果） | 「Cut. Cut. Cut.」 | ゲーム『アイドルマスター ミリオンライブ！』関連曲                                |
| 2016年5月20日  | アイル（Harmonized ver.）                                                           | 伊吹翼（Machico）、ジュリア（愛美）、真壁瑞希（阿部里果） | 「アイル（Harmonized ver.）」 | 漫画『アイドルマスター ミリオンライブ！』関連曲                                  |
| 2016年7月13日  | アイドルマスター ミリオンライブ! 第4巻 特別版 オリジナルCD                          | 伊吹翼（Machico）、ジュリア（愛美）、高山紗代子（駒形友梨）、七尾百合子（伊藤美来）、真壁瑞希（阿部里果） | 「Vault That Borderline!」 | 漫画『アイドルマスター ミリオンライブ！』関連曲                                  |
| 2016年11月9日  | THE IDOLM@STER THE@TER ACTIVITIES 03                                                | 矢吹可奈（木戸衣吹）、佐竹美奈子（大関英里）、篠宮可憐（近藤唯）、真壁瑞希（阿部里果）、北上麗花（平山笑美） | 「赤い世界が消える頃」 「DIAMOND DAYS」 | ゲーム『アイドルマスター ミリオンライブ！』関連曲                                |
| 2016年12月12日 | アイドルマスター ミリオンライブ！ 第5巻 特別版 オリジナルCD                         | 真壁瑞希（阿部里果）、所恵美（藤井ゆきよ）、宮尾美也（桐谷蝶々）、周防桃子（渡部恵子）、徳川まつり（諏訪彩花） | 「私はアイドル♡」 | 漫画『アイドルマスター ミリオンライブ！』関連曲                                  |
| 2017年1月11日  | THE IDOLM@STER LIVE THE@TER FORWARD 02 BlueMoon Harmony                             | サジタリアス | 「Raise the FLAG」 | ゲーム『アイドルマスター ミリオンライブ！』関連曲                                |
| 2017年1月11日  | THE IDOLM@STER LIVE THE@TER FORWARD 02 BlueMoon Harmony                             | BlueMoon Harmony | 「brave HARMONY」 | ゲーム『アイドルマスター ミリオンライブ！』関連曲                                |
| 2017年3月9日   | THE IDOLM@STER LIVE THE@TER SOLO COLLECTION 04 BlueMoon Theater                     | 真壁瑞希（阿部里果） | 「Sentimental Venus」 | ゲーム『アイドルマスター ミリオンライブ！』関連曲                                |
| 2017年6月28日  | フレームアームズ・ガール ミュージック・アルバム 〜マテリア姉妹、フレズヴェルク〜    | マテリア姉妹（山崎エリイ）、フレズヴェルク（阿部里果） | 「いさよいの満月」 | テレビアニメ『フレームアームズ・ガール』挿入歌                                   |
| 2017年6月28日  | フレームアームズ・ガール ミュージック・アルバム 〜マテリア姉妹、フレズヴェルク〜    | マテリア姉妹（山崎エリイ）、フレズヴェルク（阿部里果） | 「My precious…（Long Version）」 | テレビアニメ『フレームアームズ・ガール』関連曲                                   |
| 2017年6月28日  | フレームアームズ・ガール ミュージック・アルバム 〜マテリア姉妹、フレズヴェルク〜    | FAガールズ | 「FULLSCRATCH LOVE（Version 7）」 | テレビアニメ『フレームアームズ・ガール』エンディングテーマ                       |
| 2017年7月5日   | フレームアームズ・ガール ミュージック・アルバム 〜アーキテクト、迅雷〜              | FAガールズ | 「FULLSCRATCH LOVE（Version 10）」 | テレビアニメ『フレームアームズ・ガール』エンディングテーマ                       |
| 2017年7月5日   | フレームアームズ・ガール ミュージック・アルバム 〜アーキテクト、迅雷〜              | FAガールズ | 「FULLSCRATCH LOVE（Version 11）」 | テレビアニメ『フレームアームズ・ガール』エンディングテーマ                       |
| 2017年7月5日   | フレームアームズ・ガール ミュージック・アルバム 〜アーキテクト、迅雷〜              | FAガールズSpecial | 「FULLSCRATCH LOVE（Special Version）」 | テレビアニメ『フレームアームズ・ガール』エンディングテーマ                       |
| 2017年7月26日  | THE IDOLM@STER MILLION THE@TER GENERATION 01 Brand New Theater!                     | 765 MILLION ALLSTARS | 「Brand New Theater!」 | ゲーム『アイドルマスター ミリオンライブ！ シアターデイズ』テーマソング           |
| 2017年7月26日  | THE IDOLM@STER MILLION THE@TER GENERATION 01 Brand New Theater!                     | 765 MILLION ALLSTARS | 「Dreaming!」 | ゲーム『アイドルマスター ミリオンライブ！ シアターデイズ』関連曲                 |
| 2017年9月10日  | Cresc. Heart                                                                        | トロワアンジュ | 「Cresc. Heart」 「月影のトロイメライ」 | ゲーム『Re:ステージ！プリズムステップ』関連曲                                    |
| 2017年11月22日 | THE IDOLM@STER MILLION THE@TER GENERATION 02 フェアリースターズ                     | フェアリースターズ | 「Brand New Theater!」 | ゲーム『アイドルマスター ミリオンライブ！ シアターデイズ』関連曲                 |
| 2018年1月10日  | THE IDOLM@STER MILLION LIVE! M@STER SPARKLE 05                                      | 真壁瑞希（阿部里果） | 「Silent Joker」 | ゲーム『アイドルマスター ミリオンライブ！ シアターデイズ』関連曲                 |
| 2018年2月21日  | CAMPANELLA                                                                          | トロワアンジュ | 「STORIA」 「エンゼルランプ」 「Sinfonia」 | ゲーム『Re:ステージ! プリズムステップ』関連曲                                    |
| 2018年4月4日   | THE IDOLM@STER MILLION LIVE! M@STER SPARKLE 08                                      | 765 MILLION ALLSTARS | 「Brand New Theater!」 | ゲーム『アイドルマスター ミリオンライブ！ シアターデイズ』関連曲                 |
| 2018年5月30日  | THE IDOLM@STER MILLION THE@TER GENERATION 08 EScape                                 | EScape | 「Melty Fantasia」 「I.D 〜EScape from Utopia〜」 | ゲーム『アイドルマスター ミリオンライブ！ シアターデイズ』関連曲                 |
| 2018年6月1日   | THE IDOLM@STER LIVE THE@TER SOLO COLLECTION 06 フェアリースターズ                   | 真壁瑞希（阿部里果） | 「Growing Storm!」 | ゲーム『アイドルマスター ミリオンライブ！』関連曲                                |
| 2018年7月18日  | ドラマ&ミュージックアルバム サマーレッスン 〜未来はいま〜                           | 宮本ひかり（田毎なつみ）、アリソン・スノウ（阿部里果）、新城ちさと（畑中万里江） | 「未来はいま」 | ゲーム『サマーレッスン』関連曲                                                   |
| 2018年8月29日  | THE IDOLM@STER MILLION THE@TER GENERATION 11 UNION!!                                | 765 MILLION ALLSTARS | 「UNION!!」 「Welcome!!」 | ゲーム『アイドルマスター ミリオンライブ！ シアターデイズ』関連曲                 |
| 2018年11月28日 | THE IDOLM@STER THE@TER BOOST 03                                                     | 田中琴葉（種田梨沙）、周防桃子（渡部恵子）、馬場このみ（高橋未奈美）、真壁瑞希（阿部里果）、白石紬（南早紀） | 「ラスト・アクトレス」 「DIAMOND DAYS」 | ゲーム『アイドルマスター ミリオンライブ！ シアターデイズ』関連曲                 |
| 2018年12月19日 | Lumiere                                                                             | トロワアンジュ | 「Lumiere」 「Silent Dystopia」 | 『Re:ステージ！』関連曲                                                          |
| 2019年4月26日  | THE IDOLM@STER THE@TER SOLO COLLECTION 07 FAIRY STARS                               | 真壁瑞希（阿部里果） | 「Raise the FLAG」 | ゲーム『アイドルマスター ミリオンライブ！』関連曲                                |
| 2019年7月24日  | THE IDOLM@STER MILLION THE@TER WAVE 01 Flyers!!!                                    | 765 MILLION ALLSTARS | 「Flyers!!!」 | ゲーム『アイドルマスター ミリオンライブ！ シアターデイズ』関連曲                 |
| 2019年7月24日  | フレームアームズ・ガール〜きゃっきゃうふふなワンダーランド〜 歌のアルバム-絶唱篇-   | FAガールズ | 「満場一致LOVE ENERGY」 | 劇場アニメ『フレームアームズ・ガール〜きゃっきゃうふふなワンダーランド〜』挿入歌 |
| 2019年7月24日  | フレームアームズ・ガール〜きゃっきゃうふふなワンダーランド〜 歌のアルバム-絶唱篇-   | フレズヴェルク（阿部里果） | 「満場一致LOVE ENERGY」 | 劇場アニメ『フレームアームズ・ガール〜きゃっきゃうふふなワンダーランド〜』関連曲 |
| 2019年8月28日  | THE IDOLM@STER MILLION THE@TER WAVE 02                                              | Chrono-Lexica | 「dans l‘obscurité」 「囚われのTea Time」 | ゲーム『アイドルマスター ミリオンライブ！ シアターデイズ』関連曲                 |
| 2019年11月6日  | Loved One                                                                           | トロワアンジュ | 「Dears...」 | テレビアニメ『Re:ステージ！ ドリームデイズ♪』関連曲                              |
| 2019年11月6日  | Loved One                                                                           | 帆風奏（阿部里果） | 「Twin Moon」 | テレビアニメ『Re:ステージ！ ドリームデイズ♪』関連曲                              |
| 2019年11月20日 | TVアニメーション『アズールレーン』キャラクターソングシングル Vol.5 Z23              | Z23（阿部里果） | 「Wissen ist Macht!!」 「悠久のカタルシス」 | テレビアニメ『アズールレーン』関連曲                                             |
| 2019年12月28日 | アズールレーン キャラクターソング Vol.2                                             | ジャベリン（山根希美）、綾波（大地葉）、ラフィー（長縄まりあ）、Z23（阿部里果） | 「WISHNESS」 | ゲーム『アズールレーン』主題歌                                                   |
| 2020年8月26日  | THE IDOLM@STER MILLION THE@TER WAVE 10 Glow Map                                     | 765 MILLION ALLSTARS | 「Glow Map」 | ゲーム『アイドルマスター ミリオンライブ！ シアターデイズ』関連曲                 |
| 2020年12月16日 | Chain of Dream                                                                      | トロワアンジュ | 「Tomorrow Melodies」 | 『Re:ステージ！』関連曲                                                          |
| 2021年3月17日  | Re:STAGE! THE BEST                                                                  | Re:STAGE! ALL IDOL | 「私たち、四季を遊ぶんです!!」 | 『Re:ステージ！』関連曲                                                          |
| 2021年5月22日  | THE IDOLM@STER LIVE THE@TER SOLO COLLECTION 08 Fairy Stars                          | 真壁瑞希（阿部里果） | 「Melty Fantasia」 | ゲーム『アイドルマスター ミリオンライブ！ シアターデイズ』関連曲                 |
| 2021年7月9日   | THE IDOLM@STER MILLION LIVE! THEATER DAYS Brand New Song 第4巻特装版特典CD          | 真壁瑞希（阿部里果）、佐竹美奈子（大関英里） | 「Little Match Girl」 | 漫画『THE IDOLM@STER MILLION LIVE! THEATER DAYS Brand New Song』関連曲           |
| 2021年7月28日  | THE IDOLM@STER MILLION THE@TER SEASON Harmony 4 You                                 | 765 MILLION ALLSTARS | 「Harmony 4 You」 | ゲーム『アイドルマスター ミリオンライブ！ シアターデイズ』関連曲                 |
| 2021年7月28日  | THE IDOLM@STER MILLION THE@TER SEASON Harmony 4 You                                 | フェアリースターズ | 「EVERYDAY STARS!!」 | ゲーム『アイドルマスター ミリオンライブ！ シアターデイズ』関連曲                 |
| 2021年8月10日  | Standing by You                                                                     | ラフィー（長縄まりあ）、Z23（阿部里果）、ユニコーン（加隈亜衣）、アドミラル・グラーフ・シュペー（渕上舞） | 「Standing by You」 | ゲーム『アズールレーン』英語版3周年記念楽曲                                      |
| 2021年12月22日 | THE IDOLM@STER MILLION LIVE! M@STER SPARKLE2 03                                     | 真壁瑞希（阿部里果） | 「ゆえに…なんです」 | ゲーム『アイドルマスター ミリオンライブ！ シアターデイズ』関連曲                 |
| 2022年2月12日  | THE IDOLM@STER LIVE THE@TER SOLO COLLECTION 09 Fairy Stars                          | 真壁瑞希（阿部里果） | 「I.D 〜EScape from Utopia〜」 | ゲーム『アイドルマスター ミリオンライブ！ シアターデイズ』関連曲                 |
| 2022年2月23日  | THE IDOLM@STER MILLION THE@TER SEASON CLEVER CLOVER                                 | 菊地真（平田宏美）、二階堂千鶴（野村香菜子）、島原エレナ（角元明日香）、真壁瑞希（阿部里果） | 「トレフル・ド・ノエル」 | ゲーム『アイドルマスター ミリオンライブ！ シアターデイズ』関連曲                 |
| 2022年2月23日  | THE IDOLM@STER MILLION THE@TER SEASON CLEVER CLOVER                                 | CLEVER CLOVER | 「Shamrock Vivace」 「Harmony 4 You」 | ゲーム『アイドルマスター ミリオンライブ！ シアターデイズ』関連曲                 |
| 2022年6月1日   | 銀河の雫                                                                            | トロワアンジュ | 「銀河の雫」 | 『Re:ステージ！』関連曲                                                          |
| 2022年7月27日  | THE IDOLM@STER MILLION THE@TER SEASON 夢にかけるRainbow                             | 765 MILLION ALLSTARS | 「夢にかけるRainbow」 | ゲーム『アイドルマスター ミリオンライブ！ シアターデイズ』関連曲                 |
| 2022年7月27日  | THE IDOLM@STER MILLION THE@TER SEASON 夢にかけるRainbow                             | フェアリースターズ | 「夢にかけるRainbow」 | ゲーム『アイドルマスター ミリオンライブ！ シアターデイズ』関連曲                 |
| 2022年10月5日  | Extreme Hearts キャラクターソングアルバム「BEST 4 U」                               | May-Bee | 「Buzz Everyday」「HELLO HERO」 | テレビアニメ『Extreme Hearts』挿入歌                                             |
| 2022年10月5日  | Extreme Hearts キャラクターソング ソロバージョン                                    | 桜井羽月（阿部里果） | 「Buzz Everyday」「HELLO HERO」 | テレビアニメ『Extreme Hearts』関連曲                                             |
| 2022年11月18日 | Glass Wings                                                                         | 岬珊瑚（田中あいみ）、帆風奏（阿部里果） | 「Glass Wings」 | 『Re:ステージ！』関連曲                                                          |
| 2022年11月26日 | アイドルマスター ミリオンライブ！ Blooming Clover 第12巻限定版 オリジナルCD         | 豊川風花（末柄里恵）、真壁瑞希（阿部里果） | 「MEGARE!（M@STER VERSION）」 | 漫画『アイドルマスター ミリオンライブ！ Blooming Clover』関連曲                  |
| 2022年12月14日 | THE IDOLM@STER MILLION THE@TER VARIETY 02                                           | 765 MILLION ALLSTARS | 「Brand New Theater! 〜Brand New Year Ver.〜」 | ゲーム『アイドルマスター ミリオンライブ！ シアターデイズ』関連曲                 |
| 2022年12月21日 | フレームアームズ・ガール キャラクターソング・コレクション                           | フレズヴェルク（阿部里果） | 「BLAST」 | 「パチスロ フレームアームズ・ガール」関連曲                                      |
| 2023年1月14日  | THE IDOLM@STER LIVE THE@TER SOLO COLLECTION 11 Fairy Stars                          | 真壁瑞希（阿部里果） | 「ラスト・アクトレス」 | ゲーム『アイドルマスター ミリオンライブ！ シアターデイズ』関連曲                 |
| 2023年3月23日  | THE IDOLM@STER 765 MILLION ALLSTARS BEST                                            | 765 MILLION ALLSTARS | 「Thank You!（765 MILLION ALLSTARS ver.）」 「夢にかけるRainbow（Brand New Ver.）」 「Crossing!」                                                       | ゲーム『アイドルマスター ミリオンライブ！ シアターデイズ』関連曲                 |
| 2023年3月23日  | THE IDOLM@STER LIVE THE@TER BEST                                                    | BlueMoon Harmony | 「brave HARMONY（Brand New Ver.）」 | ゲーム『アイドルマスター ミリオンライブ！ シアターデイズ』関連曲                 |
| 2023年3月31日  | Relation                                                                            | 岬珊瑚（田中あいみ）、帆風奏（阿部里果） | 「Glass Wings」 | 『Re:ステージ！』関連曲                                                          |
| 2023年4月22日  | THE IDOLM@STER LIVE THE@TER SOLO COLLECTION 12 Fairy Stars                          | 真壁瑞希（阿部里果） | 「赤い世界が消える頃」 | ゲーム『アイドルマスター ミリオンライブ！ シアターデイズ』関連曲                 |
| 2023年7月26日  | THE IDOLM@STER MILLION LIVE! グッドサイン                                           | 765 MILLION ALLSTARS | 「グッドサイン」 | ゲーム『アイドルマスター ミリオンライブ！ シアターデイズ』関連曲                 |
| 2023年7月26日  | THE IDOLM@STER MILLION LIVE! グッドサイン                                           | フェアリースターズ | 「グッドサイン」 | ゲーム『アイドルマスター ミリオンライブ！ シアターデイズ』関連曲                 |
| 2023年8月23日  | THE IDOLM@STER MILLION ANIMATION THE@TER『Rat A Tat!!!』                            | MILLIONSTARS | 「Rat A Tat!!!」 | テレビアニメ『アイドルマスター ミリオンライブ！』オープニングテーマ              |
| 2023年8月23日  | THE IDOLM@STER MILLION ANIMATION THE@TER『Rat A Tat!!!』                            | MILLIONSTARS | 「セブンカウント」 | テレビアニメ『アイドルマスター ミリオンライブ！』イメージソング                  |
| 2023年9月20日  | THE IDOLM@STER MILLION ANIMATION THE@TER MILLIONSTARS Team2nd『海風とカスタネット』 | MILLIONSTARS Team2nd | 「海風とカスタネット」 | テレビアニメ『アイドルマスター ミリオンライブ！』挿入歌                          |
| 2023年9月27日  | THE IDOLM@STER MILLION THE@TER VARIETY 04                                           | 我那覇響（沼倉愛美）、横山奈緒（渡部優衣）、高坂海美（上田麗奈）、真壁瑞希（阿部里果）、宮尾美也（桐谷蝶々） | 「夢みがちBride」 | ゲーム『アイドルマスター ミリオンライブ！ シアターデイズ』関連曲                 |
| 2023年12月27日 | THE IDOLM@STER MILLION C@STING 01 解夏傀儡                                          | 真壁瑞希（阿部里果）、馬場このみ（髙橋ミナミ）、四条貴音（原由実）、周防桃子（渡部恵子）、中谷育（原嶋あかり） | 「解夏傀儡」 | ゲーム『アイドルマスター ミリオンライブ！ シアターデイズ』関連曲                 |
| 2024年2月14日  | Extreme Hearts ソング&ストーリーアルバム「Start Sign」                              | May-Bee | 「Believe in smile!!」 | テレビアニメ『Extreme Hearts』関連曲                                             |
| 2024年2月21日  | THE IDOLM@STER MILLION ANIMATION THE@TER START THE DREAM                            | MILLIONSTARS | 「REFRAIN REL@TION」 「Brand New Theater!」 | テレビアニメ『アイドルマスター ミリオンライブ！』挿入歌                          |
| 2024年2月21日  | THE IDOLM@STER MILLION ANIMATION THE@TER START THE DREAM                            | MILLIONSTARS | 「Thank You!（Acoustic ver.）」 | テレビアニメ『アイドルマスター ミリオンライブ！』挿入歌                          |
| 2024年2月23日  | アイドルマスター ミリオンライブ！ BD 特装版第2巻 特典CD                             | MILLIONSTARS Team2nd | 「Rat A Tat!!!」 | テレビアニメ『アイドルマスター ミリオンライブ！』関連曲                          |
| 2024年2月24日  | THE IDOLM@STER LIVE THE@TER SOLO COLLECTION REFRAIN REL@TION Fairy Stars            | 真壁瑞希（阿部里果） | 「REFRAIN REL@TION」 | テレビアニメ『アイドルマスター ミリオンライブ！』関連曲                          |
| 2024年3月6日   | Believe in smile!! ソロバージョン                                                   | 桜井羽月（阿部里果） | 「Believe in smile!!」 | テレビアニメ『Extreme Hearts』関連曲                                             |
| 2024年4月1日   | Refrain                                                                             | トロワアンジュ | 「青い鳥より」 | 『Re:ステージ！』関連曲                                                          |
| 2024年7⽉31⽇  | THE IDOLM@STER MILLION LIVE! 7Days A Week!!                                         | 765 MILLION ALLSTARS | 「7Days A Week!!」 「DIAMOND DAYS」 | ゲーム『アイドルマスター ミリオンライブ！ シアターデイズ』関連曲                 |
| 2024年7⽉31⽇  | THE IDOLM@STER MILLION LIVE! 7Days A Week!!                                         | 真壁瑞希（阿部里果）、馬場このみ（髙橋ミナミ）、四条貴音（原由実）、周防桃子（渡部恵子）、中谷育（原嶋あかり） | 「DIAMOND DAYS」 | ゲーム『アイドルマスター ミリオンライブ！ シアターデイズ』関連曲                 |
| 2024年7⽉31⽇  | THE IDOLM@STER LIVE THE@TER SOLO COLLECTION 「DIAMOND DAYS」 FAIRY STARS            | 真壁瑞希（阿部里果） | 「DIAMOND DAYS」 | ゲーム『アイドルマスター ミリオンライブ！ シアターデイズ』関連曲                 |
| 2024年8月8日   | Abyss to Eden                                                                       | トロワアンジュ | 「Abyss to Eden」 | 『Re:ステージ！』関連曲                                                          |
| 2024年11月9日  | THE IDOLM@STER LIVE THE@TER SOLO COLLECTION 13 FAIRY STARS                          | 真壁瑞希（阿部里果） | 「解夏傀儡」 | ゲーム『アイドルマスター ミリオンライブ！ シアターデイズ』関連曲                 |
| 2025年2月26日  | I.V.                                                                                | 真壁瑞希（阿部里果）、七尾百合子（伊藤美来）、最上静香（田所あずさ）、百瀬莉緒（山口立花子）、ロコ（中村温姫） | 「I.V.」 | ゲーム『アイドルマスター ミリオンライブ！ シアターデイズ』関連曲                 |
| 2025年3月29日  | THE IDOLM@STER LIVE THE@TER SOLO COLLECTION 14 FAIRY STARS                          | 真壁瑞希（阿部里果） | 「夢みがちBride」 | ゲーム『アイドルマスター ミリオンライブ！ シアターデイズ』関連曲                 |
| 2025年4月30日  | THE IDOLM@STER MILLION MOVEMENT OF STARDOM ROAD 09 I.V.                             | 真壁瑞希（阿部里果）、七尾百合子（伊藤美来）、最上静香（田所あずさ）、百瀬莉緒（山口立花子）、ロコ（中村温姫） | 「I.V.」 | ゲーム『アイドルマスター ミリオンライブ！ シアターデイズ』関連曲                 |
| 2025年5月27日  | Clash of Colors                                                                     | 横山奈緒（渡部優衣）、真壁瑞希（阿部里果）、萩原雪歩（浅倉杏美）、永吉昴（斉藤佑圭） | 「Clash of Colors」 | ゲーム『アイドルマスター ミリオンライブ！ シアターデイズ』関連曲                 |
| 2025年7月23日  | キセキRelation                                                                      | 葉山陽和（野口瑠璃子）、桜井羽月（阿部里果） | 「キセキRelation」 | テレビアニメ『Extreme Hearts』関連曲                                             |
| 2025年8月27日  | THE IDOLM@STER MILLION BATTLE OF THE＠TER 01 Clash of Colors                        | 横山奈緒（渡部優衣）、真壁瑞希（阿部里果）、萩原雪歩（浅倉杏美）、永吉昴（斉藤佑圭） | 「Clash of Colors」 | ゲーム『アイドルマスター ミリオンライブ！ シアターデイズ』関連曲                 |
| 2026年2月4日   | THE IDOLM@STER MILLION LIVE! SPECIAL SOLO RECORDS 真壁瑞希                          | 真壁瑞希（阿部里果） | 「Brand New Theater!」 「UNION!!」 「Flyers!!!」 「Glow Map」 「Harmony 4 You」 「夢にかけるRainbow」 「Crossing!」 「グッドサイン」 「7Days A Week!!」 | ゲーム『アイドルマスター ミリオンライブ！ シアターデイズ』関連曲                 |

### その他参加楽曲
| 発売日        | 商品名                                                                                          | 歌                                | 楽曲                                   | 備考                                                                           |
| ------------- | ----------------------------------------------------------------------------------------------- | --------------------------------- | -------------------------------------- | ------------------------------------------------------------------------------ |
| 2022年3月6日  | 「阿部里果と山崎エリイのこれって推し事なんです」テーマソング 推しも推されぬべすとぱぁとなぁ！？ | 阿部里果、山崎エリイ              | 「推しも推されぬべすとぱぁとなぁ！？」 | インターネット番組『阿部里果と山崎エリイのこれって推し事なんです』テーマソング |
| 2025年6月20日 | -                                                                                               | 来兎 & やがてち囃子 feat.阿部里果 | 「鏡の花の咲く月夜」                   | ゲーム『やがて散りゆく鏡の花へ』オープニング主題歌                             |

## ライブ・イベント
2013年
- AT-Xウチの夏フェス2013 フレッシュ夏フェス隊

2022年
- 日曜日はオフレコでお願いします！第41回